# Panzerkampfwagen VIII

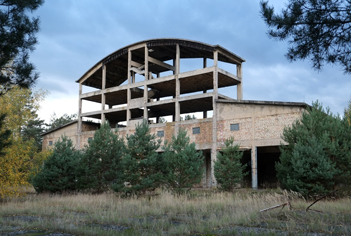
Kummersdorf-Gut, „Új tesztpálya” A Maus csarnoka

A Panzerkampfwagen VIII Maus (egér) szupernehéz harckocsi jelentette  végállomását ama folyamatnak, melynek során a németek szinte megszállottan próbáltak egyre nagyobb harckocsikat kifejleszteni. 1942. június 8-án Hitler szóban megállapodott Porsche professzorral egy különlegesen nehéz harckocsi kifejlesztéséről, amelyet ironikusan Mausnak neveztek.

## Története
Egy 100 tonnás "áttörő harckocsi" megépítése már 1940-ben, a lengyel hadjárat értékelésekor felmerült. Mégis 1941-re teszik kifejlesztésének ötletét, ugyanis megjelentek a Szovjetunió új harckocsijai, a T-34-es és a KV. Ezek után a német hadvezetésben felmerült, hogy a szovjeteknek egy még nagyobb és erősebb, 100 tonnás páncélosa is lehet. De mivel a 8,8 cm-es légvédelmi löveggel megtalálni vélték a szovjet harckocsik ellenszerét, a téma feledésbe merült.
1942 júniusában merült fel ismét a nehéz harckocsi ötlete. Ferry Porsche írta le az apja, és Hitler közötti megbeszélést. Hitler nem egyszerűen egy nehézharckocsit, hanem egy „mozgó bunker”-t akart létrehozni, elsöprő tűzerővel. Hitler a témát azért vetette fel, mert egy szövetséges partraszállást – ilyen addig még nem történt – megelőzően bekövetkező légvédelmi támadás tönkretenné az Atlanti fal tüzérségét. Ekkor a bunkerekből kijövő Mausok helyettesítenék a kiesett lövegeket.
Igaz, hogy az invázióban kialakult helyzeten ez sem tudott volna változtatni, de a feladat adott volt, így munkához láttak. Egyidejűleg két tervezőcég asztalán nyertek konkrét formát az elképzelésék: a Porsche és a Krupp vállalkozott rá. A tömeg felső határa először 100 tonna, majd Hitler beavatkozása nyomán előbb 120, majd 130, 150, sőt 170 tonna került a különféle tervekbe. Megint elhangzott az, hogy a védettségnek és a tűzerőnek példátlannak kell lennie. Hitler a Porsche cég terveit találta jobbnak, 105, illetve 150 mm közötti méretű löveggel. Hitler a munka felgyorsításán túl havi 10 páncélos gyártását tűzte ki célul. A sorozatgyártás időpontjának indulását 1943 végével jelölte meg. A Porsche számára kedvező döntés után elkészült az életnagyságú famodell. Olyan döntések következtek ezután, mint a 7,5 cm-es, a főlöveggel párhuzamosított löveg beszerelése, valamint a fegyverenkénti lőszer-javadalmazás meghatározása. A meghajtásra benzin-elektromos vagy dízel-elektromos motort tervezett az e téren jártas Ferdinand Porsche.

## Motor, páncélzat
A motor beszerzése céljából felvették a kapcsolatot a Daimler-Benz céggel. A Porsche által tervezett 10 hengeres léghűtéses motor még megkettőzve sem fedezte volna a harckocsi erőforrásigényét. Még a gyorsnaszádok dízelmotorjának beépítése is felmerült. Végül a Daimler-Benz DB 603-as benzinbefecskendezéses repülőmotorra esett a választás. A kompresszióviszonyát más dugattyúk beépítésével csökkentették. További átalakításokkal a beépítést is lehetővé tették. Az átalakítások után az MB 509-es típusjelzést kapta. Teljesítménye 882 kW volt. A  generátor mellett, jobbra egy kisegítő motort építettek be, mely szükség estén a harckocsi belsejének szűrőkön keresztül történő, enyhe túlnyomásos levegő-utánpótlását, ill. az akkumulátorok feltöltését is biztosította vészhelyzet esetén. A  főmotor beindítását egy 8 LE-s (5,8 kW), kétütemű, kéthengeres motor végezte. A középső részben elhelyezett motor közvetlen kapcsolatban állt az LK 1000/12–200 jelzésű, hatpólusú Siemens-Schuckert generátorral. A két, egymástól független, elektromos meghajtómotor a teknő hátsó részében, a meghajtókerekek fölött kapott helyet. Maximális (3100 ford/min) fordulatszámuk közvetlen kapcsolat esetén 20 km/h sebességet jelentett. A motorok méreteire jellemző, hogy tömegük egyenként csaknem két tonna volt. A villanymotorok erőáttétele a vezetőülésből mechanikusan kapcsolható volt terep- vagy normál fokozatba.
Rendkívül nagy hangsúlyt fektettek a páncélvédelemre. A 35°-ban döntött, 200 mm-es homlokpáncél vízszintesen mért vastagsága 350 mm volt. Ezt akkor semmilyen páncéltörő fegyver nem tudta átütni. Az alsó homlokpáncél azonos vastagságú volt, 60°-ban döntve. A torony - melynek oldalfalai 200, homlokpáncélja 240 mm volt - nagy átmérője miatt az oldalfalak döntése már nem volt lehetséges.

## Fegyverzet
Fő fegyverzetét egy 12,8 cm-es löveg, valamint a vele párhuzamosított, külön erre a feladatra kifejlesztett 7,5 cm-es, Krupp gyártmányú ágyú képezte. A torony forgatását elektromos motor végezte. A finom irányzás kézzel történt, majd a lövés után egy automata sűrített levegővel a zár felől kifújta a csövet.

## Egyéb adatok
Az előtéttengelyre szerelt tárcsafék kézzel mechanikusan, lábbal hidraulikusan működött. A rugózást kizárólag a kívül  elhelyezett görgőskocsik oldották meg. Az 1100 mm széles tagokból álló lánctalp össztömege 13 tonna volt, cseréje ideális körülmények között 6 ember 8 órai munkáját igényelte. A tömege és teljesítménye ellenére képes volt helyben megfordulni.
A tömegét egyetlen híd sem lett volna képes elviselni, ezért a vízen való átkelés is a legfontosabb tényezők között szerepelt. A  tervek szerint a párban haladó két járműből az egyik a parton állva biztosította volna a másikat, miközben egy kábel segítségével árammal is ellátta volna azt. Ugyanakkor a Maus egyedül is képes volt víz alatti átkelésre. Menetből 2 m-es, háromnegyed órás előkészítés után pedig 6 m-es vízi akadályon tudott átgázolni. A tornyot vízbe ereszkedés előtt egy mechanikus szerkezettel 6 mm-t le kellett ereszteni, így a nyaktömítésre felfekvő perem meggátolta a víz befolyását, így viszont a torony nem volt mozgatható.
A harckocsi farán egy 1000 literes póttartályt helyeztek el, amely mechanikusan ledobható volt.

## A projekt befejezése
1944 júniusának elején készült el teljesen az első, majd röviddel utána a második Maus. Mindkét harckocsit a Berlin melletti Kummersdorf tüzérségi lőterére szállították, az egyik elkészült, a másiknak pedig az alváza készült el, fa toronnyal. Az elkészültet felrobbantották, a fatornyost pedig megrongálták, azonban az alváza sértetlen maradt. A felrobbantottnak megmaradt a tornya, amit a szovjet csapatok összeszereltek, majd 1997-ben a Kubinkai Harckocsi Múzeumba szállították.

## Galéria

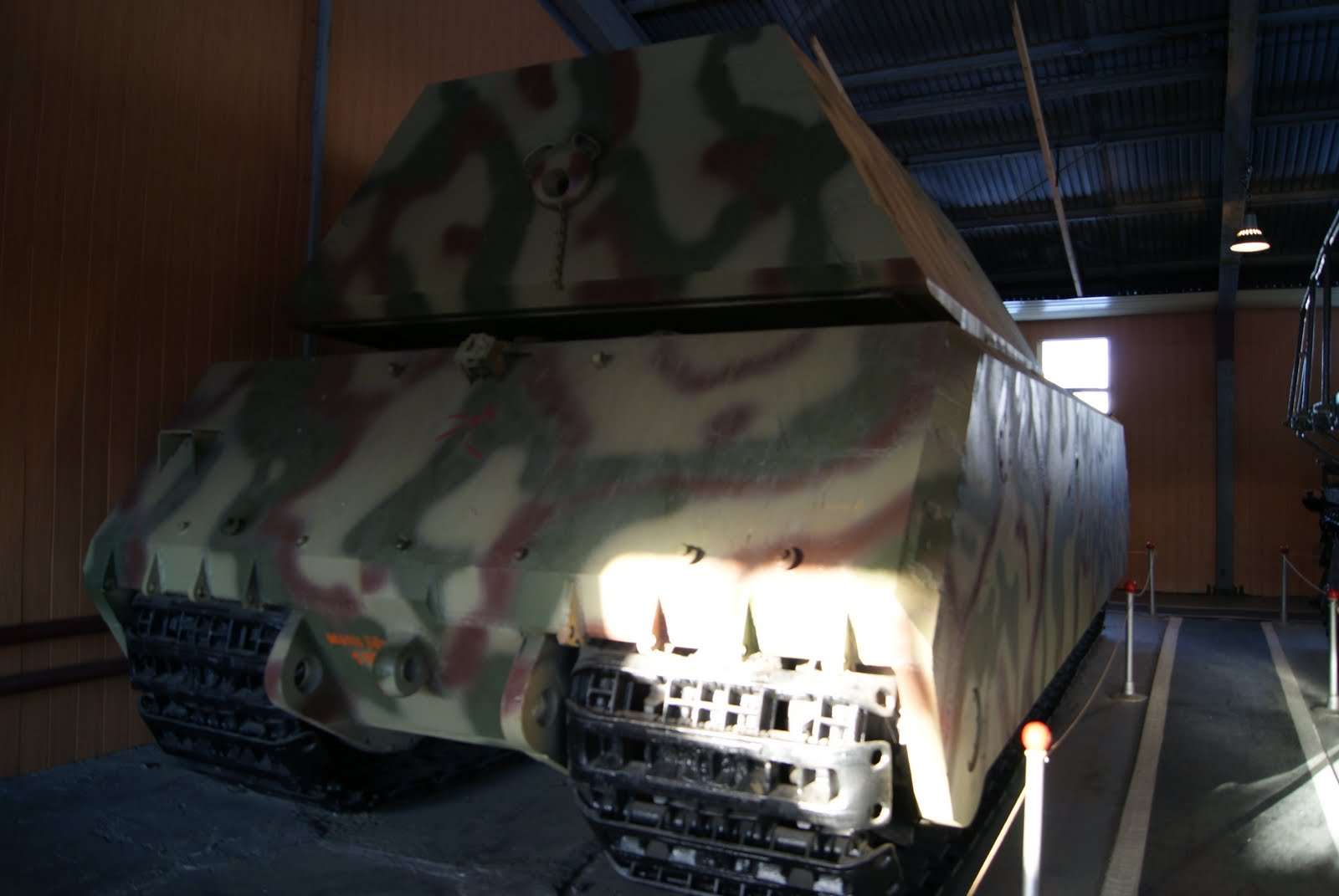
A Maus hátulról
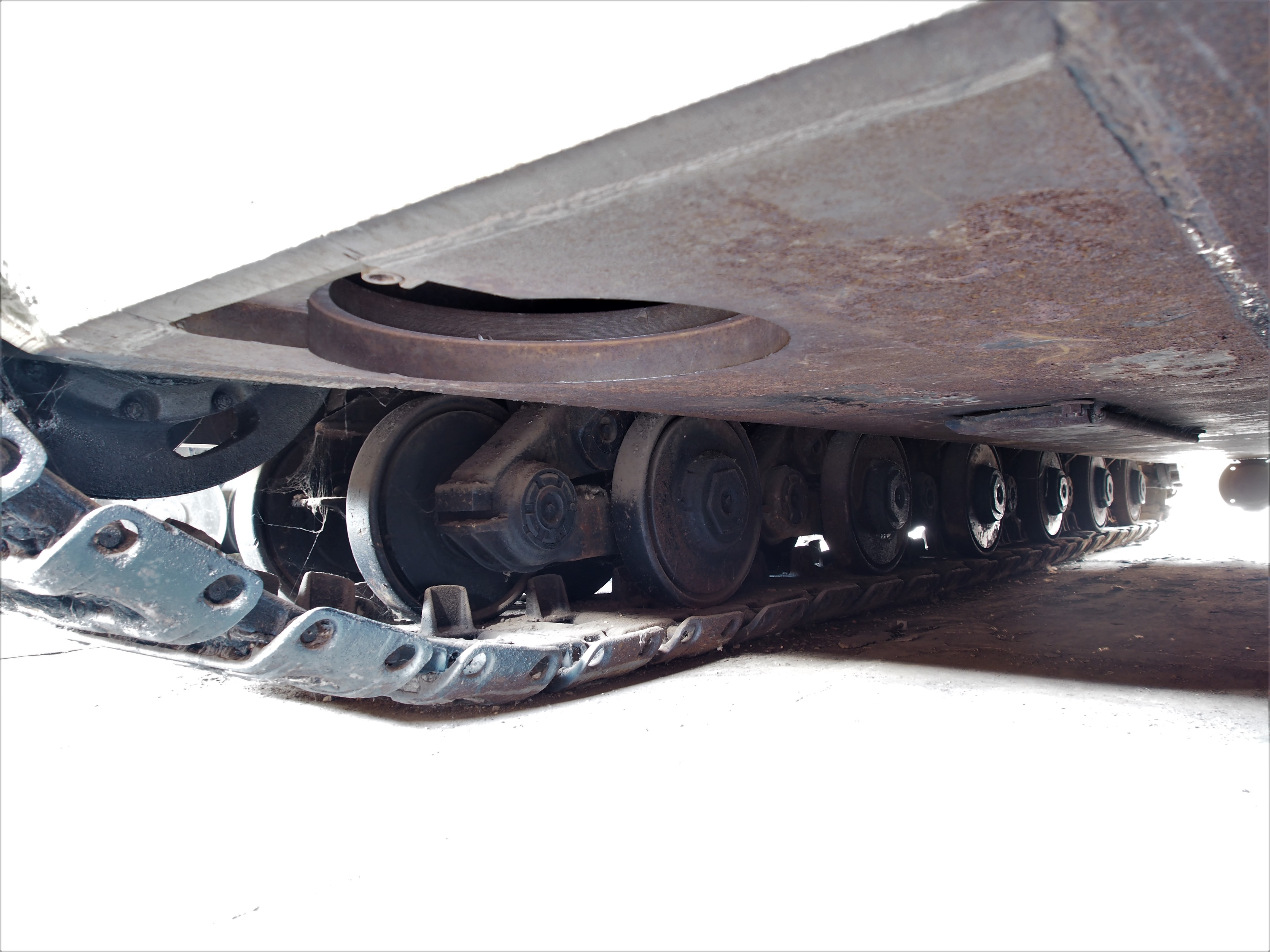
A Maus lánctalpa
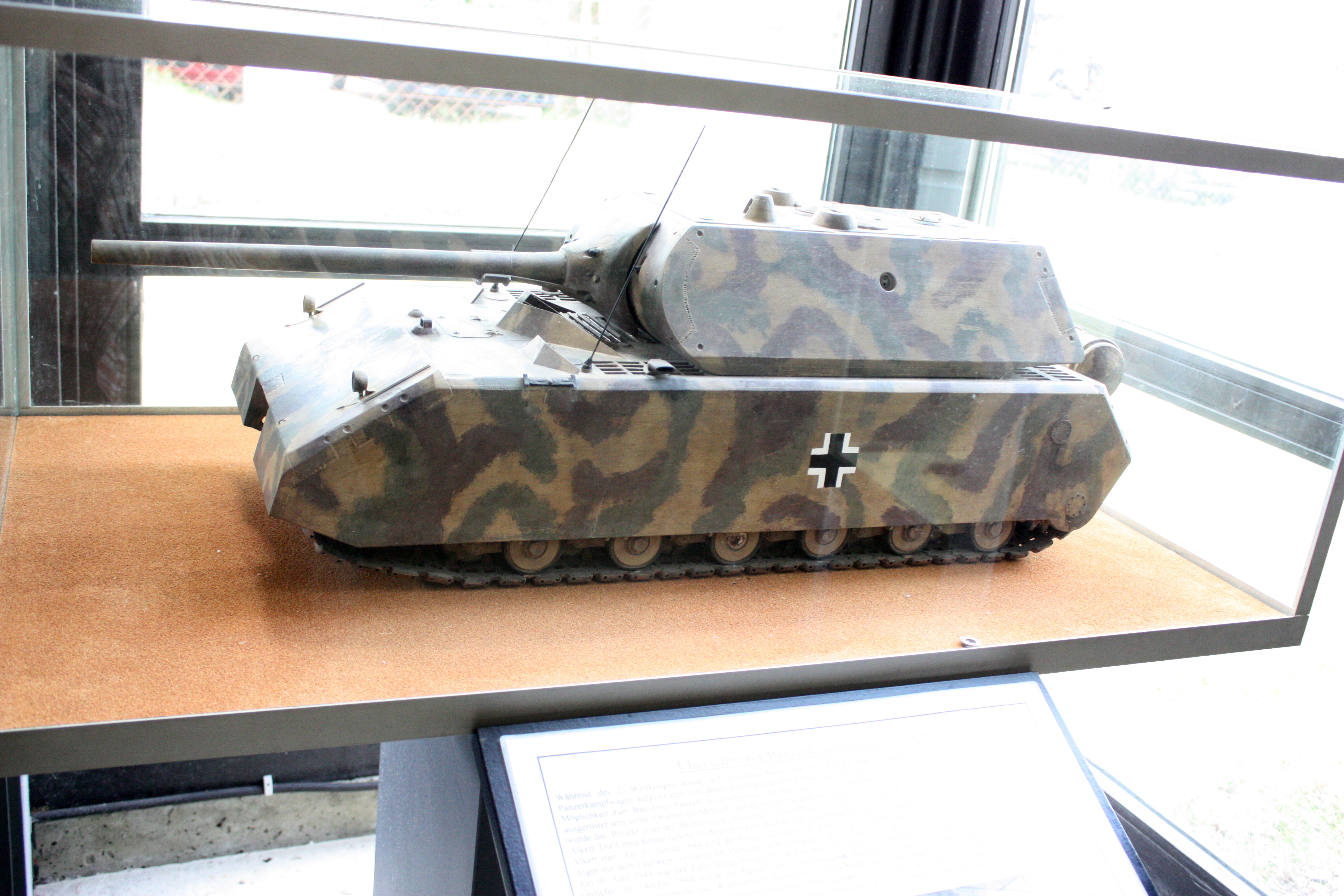
Egy Maus makett
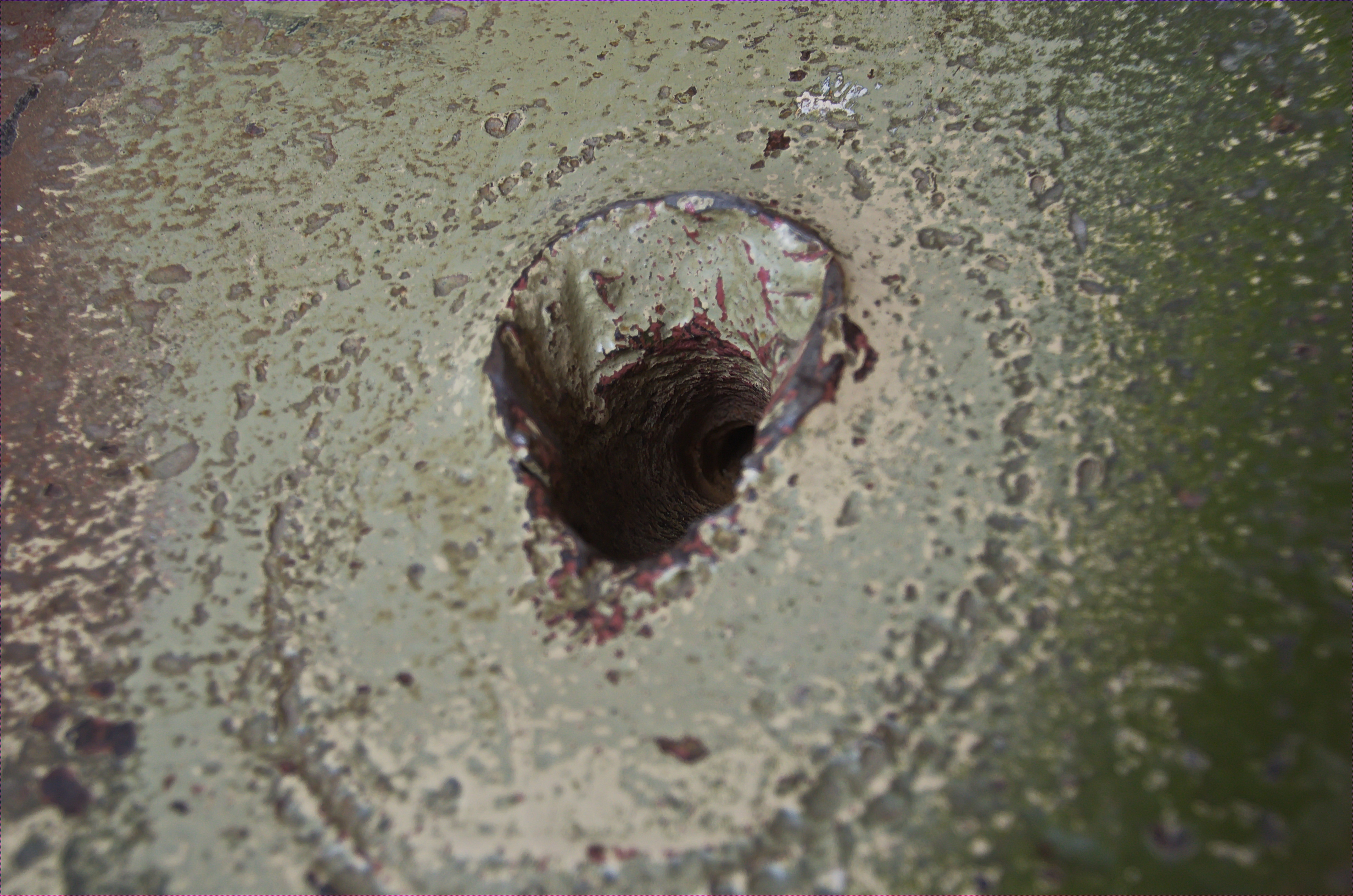
Egy próbalövés a Maus páncélján
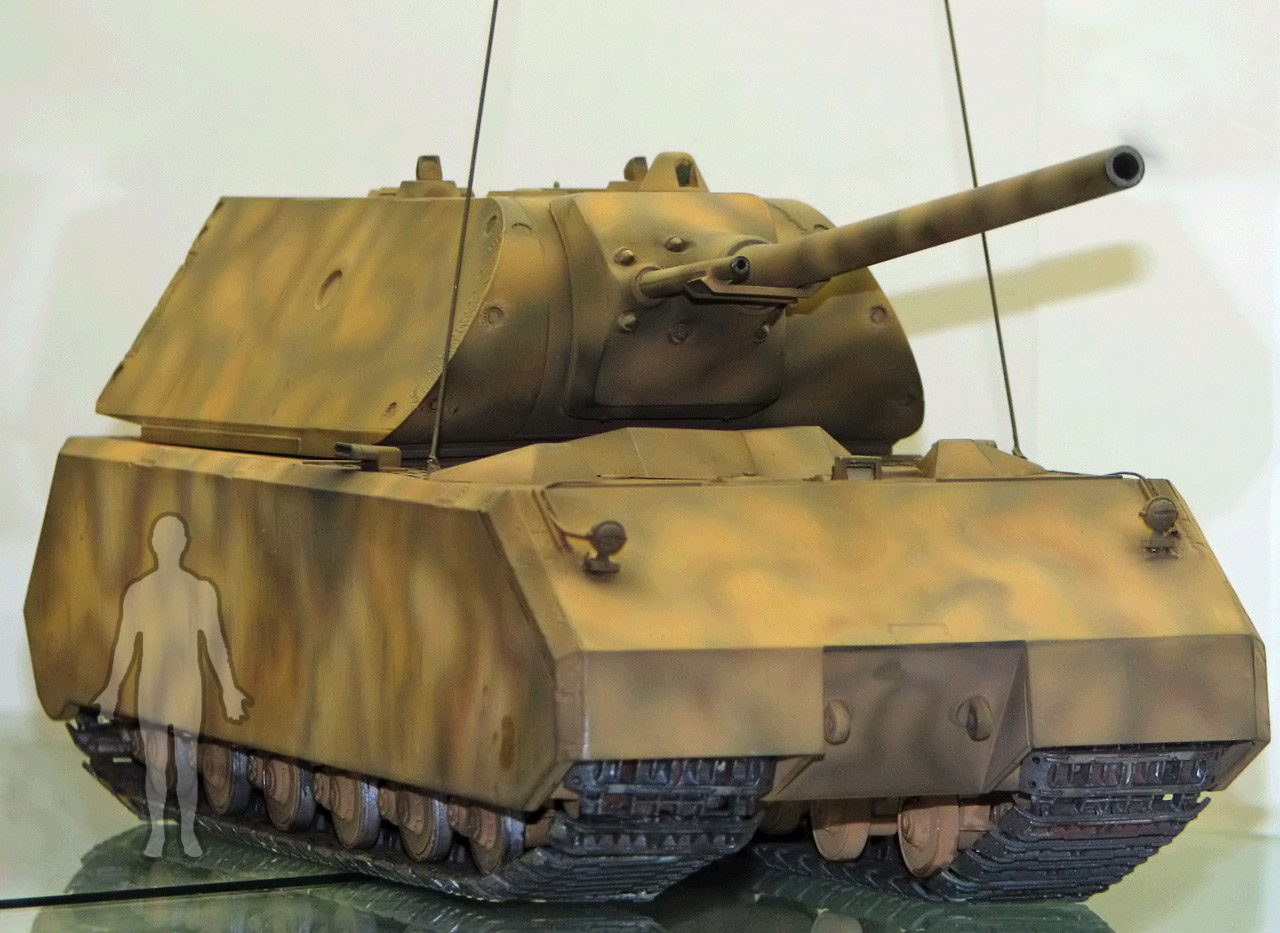
A Maus egy ember mellett
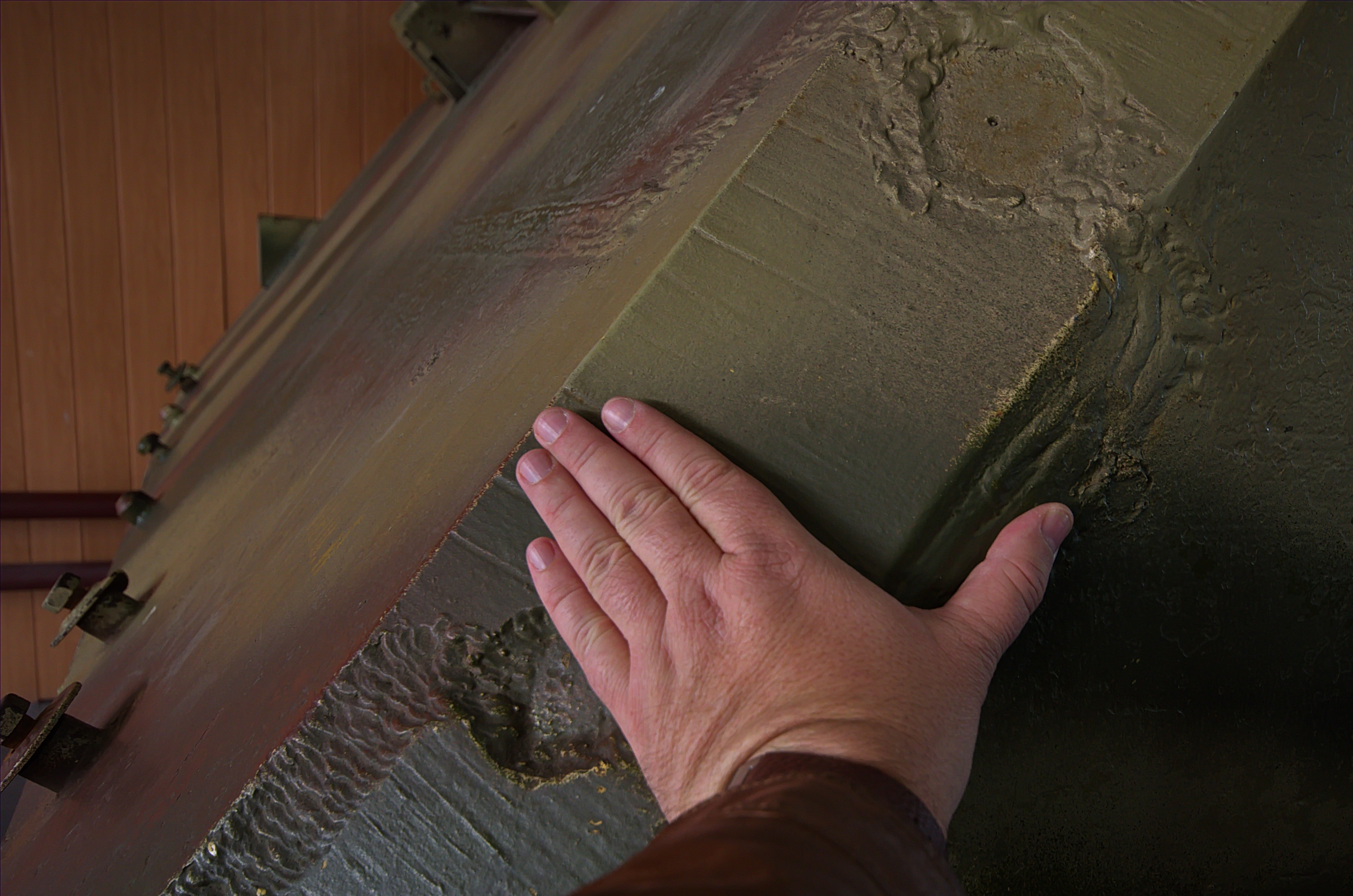
A páncéllemez vastagsága